# Hello Kitty Island Adventure
Hello Kitty Island Adventure est un jeu vidéo de simulation de vie sorti en 2023. Basé sur la licence Hello Kitty, il est publié initialement sur Apple Arcade le 28 juillet 2023. Une version pour Nintendo Switch et Microsoft Windows est sortie le 30 janvier 2025, tandis qu'une sortie sur PlayStation 4 et PlayStation 5 est prévue pour plus tard en 2025.

## Système de jeu
Hello Kitty Island Adventure se déroule sur une île peuplée de personnages Sanrio. Le gameplay combine exploration et résolution d’énigmes, avec de nouvelles zones ajoutées régulièrement. Les quêtes consistent en des séquences de plateforme en 3D ponctuées d’énigmes, et sont souvent débloquées en approfondissant les liens d’amitié avec les personnages Sanrio.
Les quêtes secondaires incluent des défis de plateforme chronométrés, de l’aménagement intérieur, ou encore la prise de photos du personnage Gudetama.
Le jeu inclut 18 personnages Sanrio. La plupart d’entre eux sont bien connus et apparaissent dans le Sanrio Character Ranking, tels que Hello Kitty, Kuromi et Cinnamoroll. Mais le jeu inclut également des personnages rarement vus, comme le crocodile Big Challenges, apparu pour la première fois en 1978. Un personnage original, nommé Tophat, a été créé spécialement pour ce jeu.

## Développement
Le jeu a été développé par le studio américain Sunblink Entertainment, basé à Boulder, Colorado. Dans une interview accordée à TouchArcade, Chelsea Howe et Tom Blind ont indiqué vouloir créer un jeu combinant l’ambiance chaleureuse de Animal Crossing avec un gameplay plus axé sur l’exploration.
Critiques et fans ont noté que le titre du jeu est identique à un jeu fictif mentionné par Butters Stotch dans l’épisode de 2006 « Make Love, Not Warcraft » de la série South Park, devenu un mème Internet associé aux jeux « casual ». Toutefois, les développeurs ont précisé qu’il ne s’agissait ni d’un jeu dérivé ni d’une adaptation de South Park.

## Sortie
Le jeu est initialement sorti le 28 juillet 2023, exclusivement sur Apple Arcade.
Lors du Nintendo Direct de juin 2024, des versions pour Nintendo Switch, Windows, PlayStation 4 et PlayStation 5 ont été annoncées, avec une sortie étalée sur l’année 2025.

## Accueil

### Accueil critique
Selon le site Metacritic, le jeu a reçu des « critiques généralement favorables » sur la base de 19 évaluations.
Il a reçu le prix du jeu Apple Arcade de l’année lors des App Store Awards 2023.
Il a également été nommé aux Game Awards 2023 dans la catégorie Meilleur jeu mobile, ainsi qu’aux D.I.C.E. Awards 2024 dans les catégories Jeu mobile de l’année et Jeu familial de l’année.

### Ventes
En mars 2025, Sunblink annonce avoir vendu plus de 500 000 exemplaires dans les 30 jours suivant la sortie du jeu sur Switch et Windows, le 30 janvier 2025.